# Giacomo Brogi

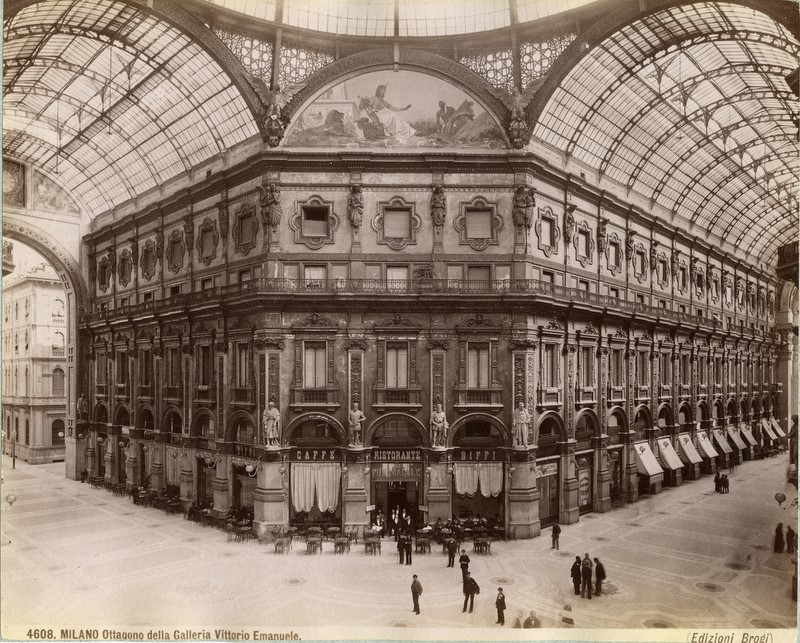
Giacomo Brogi: Galerie Viktora Emanuela II., Milán, 1880

Giacomo Brogi (6. dubna 1822 Florencie, Toskánsko - 29. listopadu 1881 Florencie) byl italský fotograf. Je autorem mnoha fotografických portrétů, krajin a pohledů na město.

## Životopis
Giacomo Brogi začal provozovat povolání fotografa v roce 1856. Své první fotografické studio otevřel v Corso Tintori v Římě v roce 1864. Procestoval různé regiony Itálie, pak oblast Středního východu v roce 1868, zejména Palestinu, Egypt a Sýrii.
Brogi spolupracoval s Italskou fotografickou společností. Jeho studia byla umístěna na adresách:
- Florencie, Via Tornabuoni 1.
- Neapol, Via Chiatamone 19 bis.
- Řím, Via del Corso 419.

Po Brogiho smrti převzal živnost jeho syn Carlo (1850–1925) a prodával jak své vlastní fotografie tak fotografie svého otce pod označením Edizioni Brogi Firenze.

## Galerie

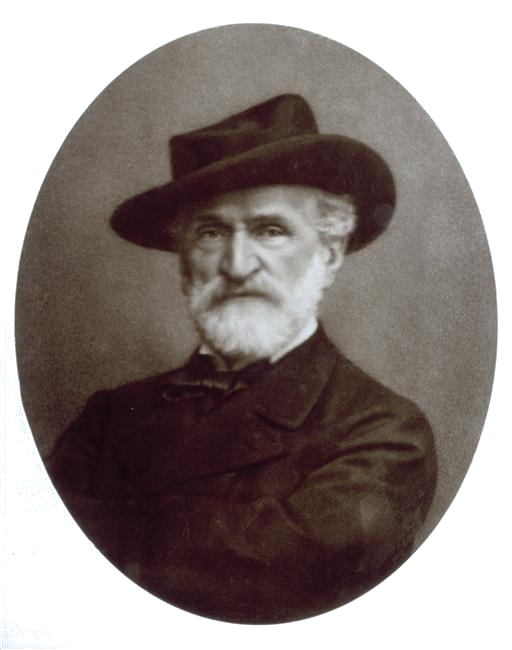
Giuseppe Verdi
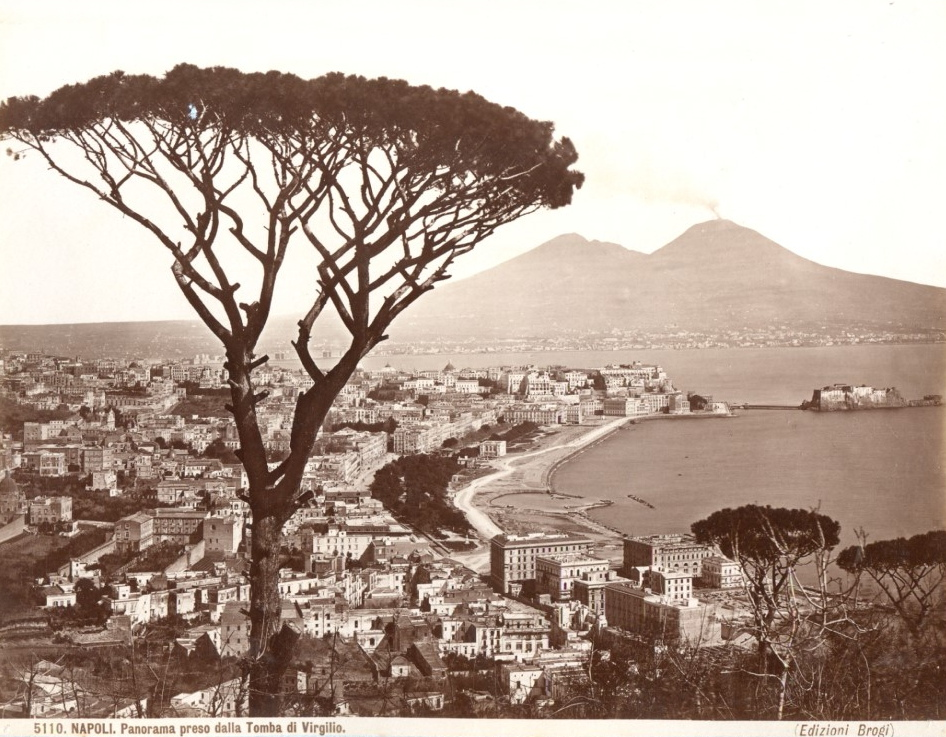
Neapol
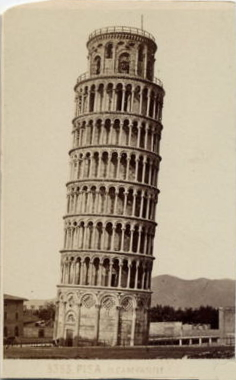
Pisa
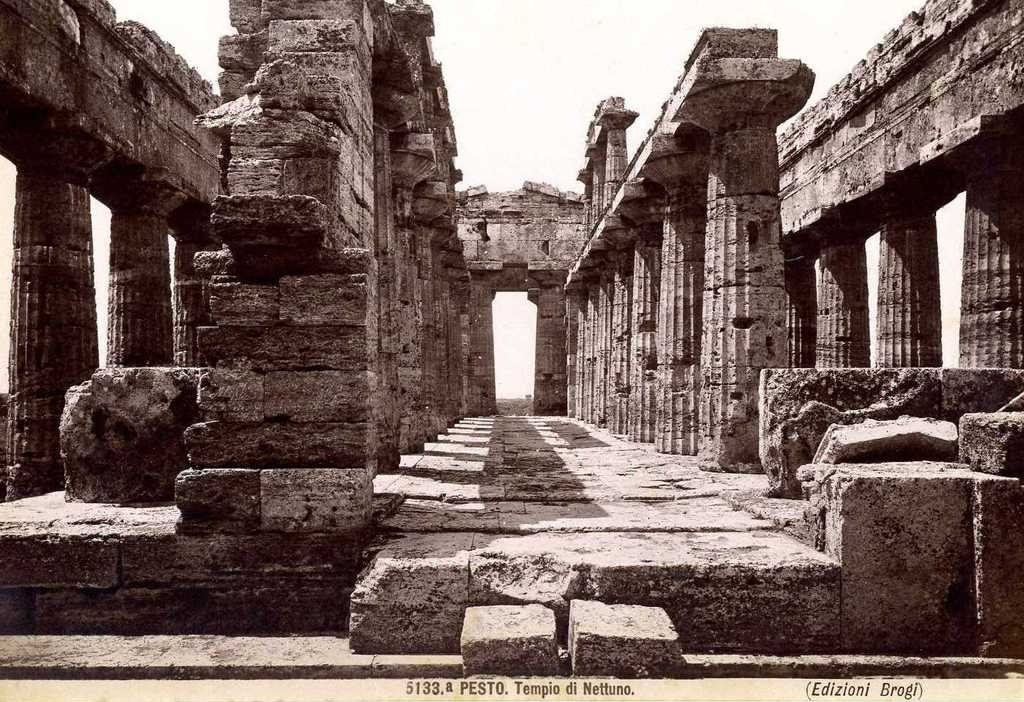
Paestum: chrám zasvěcený Neptunovi
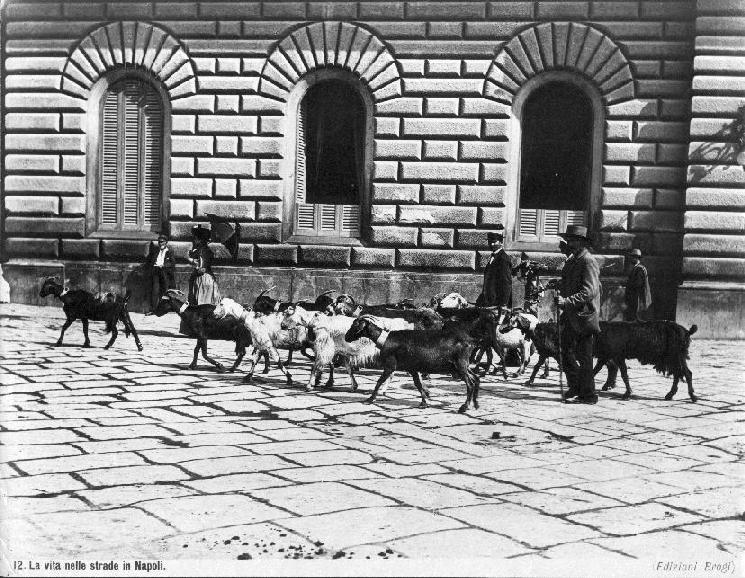
Ulice v Neapoli
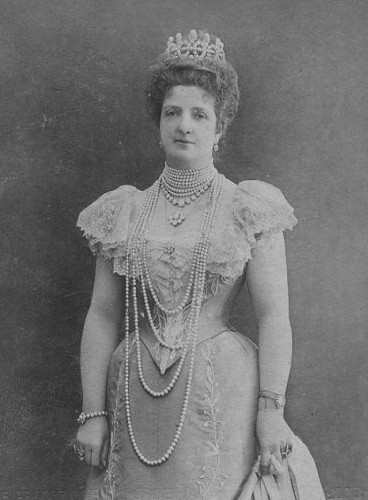
Margherita di Savoia
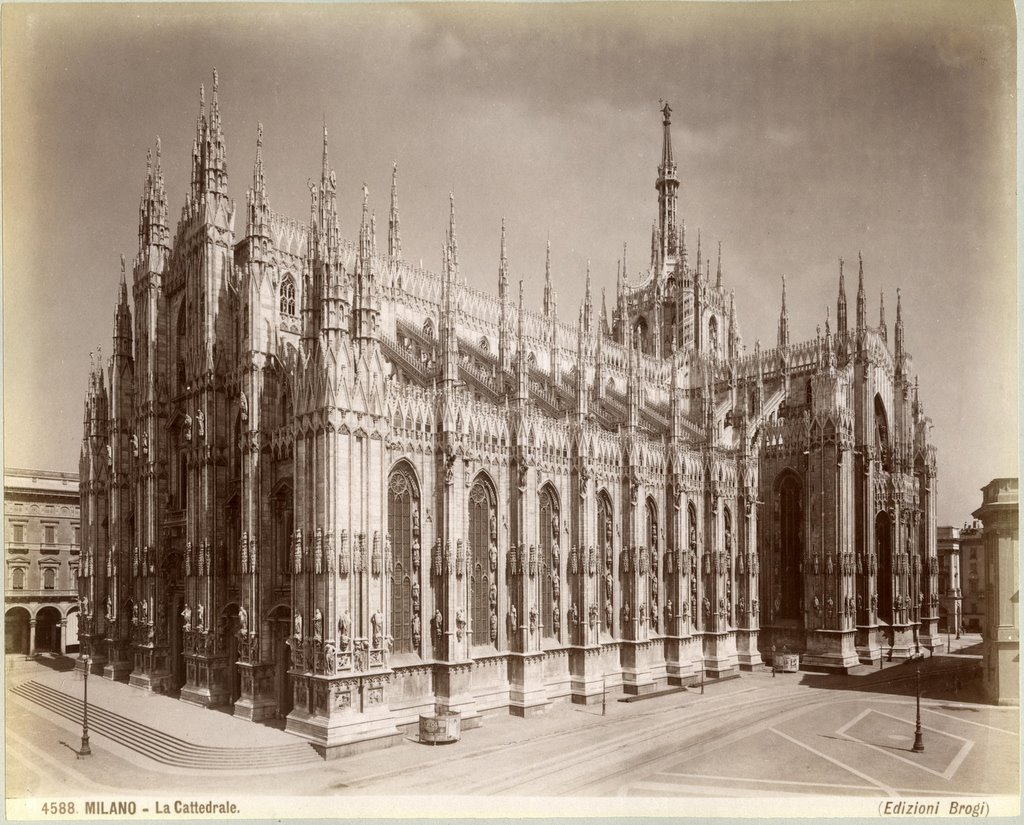
Katedrála v Miláně
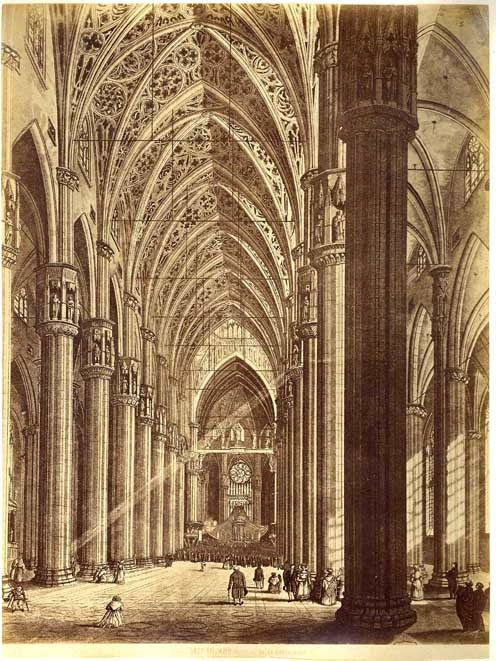
Giacomo Brogi: Katedrála v Miláně, interiér
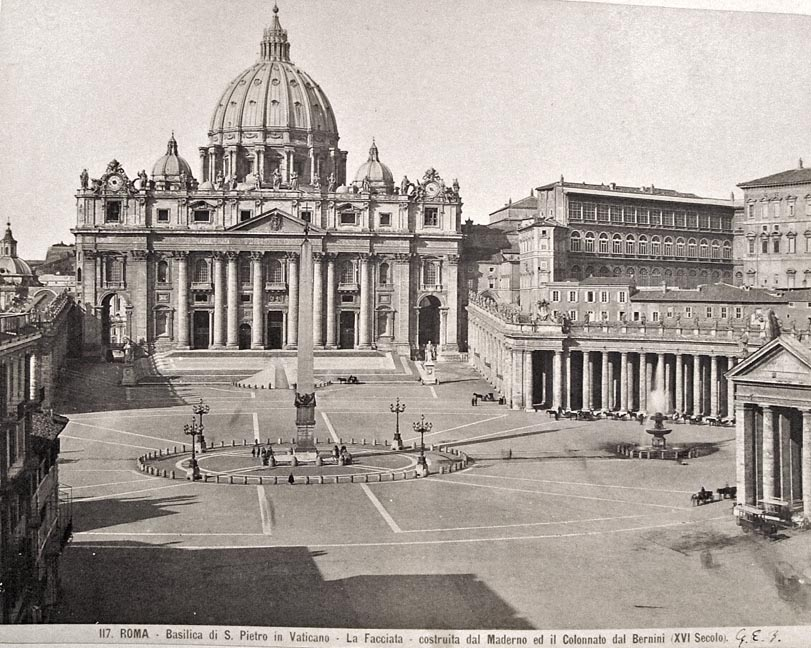
Bazilika svatého Petra, ze sedmdesátých let 19. století
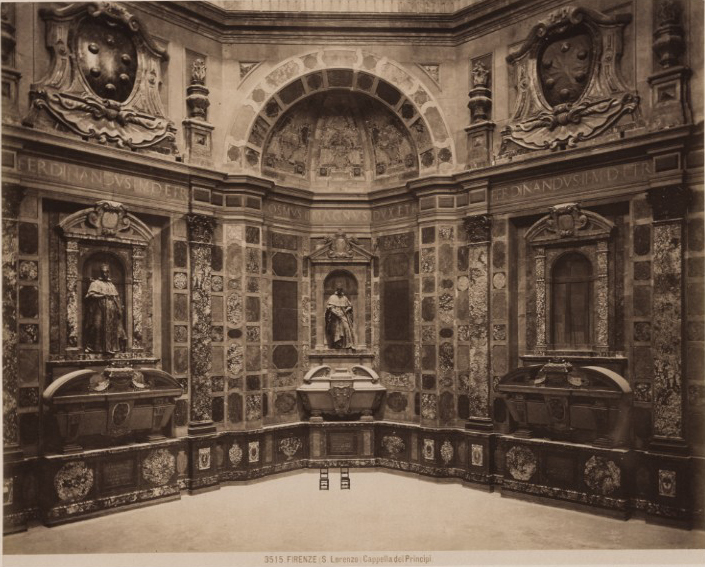
Cappella dei Principi San Lorenzo (Florencie), cca 1870